# Moderówka
Moderówka est une localité polonaise de la gmina de Jedlicze, située dans le powiat de Krosno en voïvodie des Basses-Carpates.